# PlayOnLinux
PlayOnLinux est un logiciel qui permet une installation simple et rapide sous Linux de divers jeux et logiciels conçus pour Windows. Il est réalisé sous la forme d'un script écrit en bash accompagné d’une interface écrite en python, utilisant le logiciel Wine. 
Le site propose, à côté du code source, des paquets précompilés pour différentes distributions GNU/Linux telles que Arch Linux, Debian, Fedora, Frugalware, Gentoo, Mandriva, openSUSE, Pardus, PCLinuxOS ou encore Ubuntu.

## Historique
Le projet a commencé en mai 2007. À partir de la version 2.5, PlayOnLinux intégrait un client IRC, qui fut supprimé avec l'apparition de la version 3.2.
Depuis le 11 février 2009, PlayOnLinux possède une version pour Mac OS X, appelée PlayOnMac.
Il est même possible en janvier 2017 de l'installer et de le lancer sous le WSL (Windows Subsystem for Linux) de Windows 10 si l'on désire essayer d'utiliser dans l'environnement Linux de Windows 10 un programme Windows.

## Scripts disponibles
La liste complète des applications supportées par PlayOnLinux est disponible sur le site officiel.
- Liste des applications supportées